# Giovanni Reggio
Giovanni Leone Raffaele Valerico Reggio (ur. 2 grudnia 1888 w Genui, zm. 22 grudnia 1972 tamże) – włoski żeglarz sportowy, medalista olimpijski.
Podczas letnich igrzysk olimpijskich w Berlinie (1936) zdobył, wspólnie z Bruno Bianchim, Luigi De Manincorem, Domenico Mordinim, Enrico Poggim i Luigi Poggim, złoty medal w żeglarskiej klasie 8 metrów. Był to jego drugi olimpijski start: w swoim debiucie, w Amsterdamie (1928), zajął 10. miejsce w klasie 6 metrów. Po raz trzeci na letnich igrzyskach olimpijskich wystąpił w Londynie (1948), zajmując 8. miejsce w klasie 6 metrów.
Giovanni Reggio swoją żeglarską pasję zaczynał na wodach francuskich, w klasach 4 i 8 metrów, natomiast pływanie w klasie 6 metrów rozpoczął w połowie lat 20. XX wieku. Podczas olimpiady w 1936 dowodził jachtem Italia, który został zbudowany w stoczni Attilio Costaguta w Genui i zwodowany w dniu 20 czerwca 1936 – tuż przed igrzyskami – a następnie przetransportowany pociągiem do Niemiec. Ostateczny wynik zespołu był niepewny, ponieważ w piątym wyścigu doszło do serii protestów, a ostateczną decyzję podjęto dopiero po zakończeniu całych zawodów, dzięki oficjalnemu filmowi niemieckiej reżyserki Leni Riefenstahl, który rozwiał wszelkie wątpliwości. Zwycięstwo na igrzyskach w Berlinie pozostaje wyjątkowe, ponieważ włoska załoga wygrała łodzią zaprojektowaną i zbudowaną we Włoszech.
Giovanni Reggio był przez dziesięciolecia jednym z najlepszych włoskich żeglarzy. Był mistrzem Włoch w latach 1937–1939, dwukrotnie w towarzystwie m.in. swojego syna Pietro – również olimpijczyka, z Helsinek (1952) i Rzymu (1960). Italia nadal żeglowała po wodach Zatoki Neapolitańskiej, cumując w Molosiglio w bazie morskiej Włoskiej Marynarki Wojennej, a po zakończeniu służby została uznana przez Ministerstwo Dziedzictwa Kulturowego za „obiekt historyczny”.